# Kjell Stjernholm
Kjell Olof Stjernholm, född 25 mars 1961, är en svensk regissör, teaterchef och författare. 
Stjernholm började som barnskådespelare i olika teaterproduktioner i Stockholm, utbildade sig till teaterpedagog och arbetade en tid med barnteatern Vår Teater. Hans mor var pionjär med att integrera personer med utvecklingsstörning i teaterproduktioner) och han följde i hennes fotspår och började producera teaterprojekt med ungdomar med problem respektive vuxna skådespelare med utvecklingsstörning. 1979-87 var han ledare och regissör för gruppen Kanovillteatern i Stockholm, där hans mål var att vända skådespelarnas utvecklingsstörning till en styrka i stället för ett problem.
1987 flyttade han till Malmö och startade i samarbete med Studieförbundet Vuxenskolan den professionella Moomsteatern, en av världens främsta teatrar för professionella skådespelare med utvecklingsstörning, ofta i samverkan med vanliga yrkesskådespelare, dramatiker och så vidare, och han var fram till våren 2012 dess ledare och regissör för ett stort antal produktioner, som även turnerat internationellt. Han är även en aktiv kraft inom Miljöpartiet, där han arbetar för allas likaberättigande i samhället som förtroendevald inom Region Skåne och Malmö stad från 2010.
Han har skrivit boken Moomsteatern - vem äger rätten till scenrummet (2006). 1998 fick han för arbetet med Moomsteatern och uppsättningen Den lilla människan Kvällspostens Thaliapris. Filmen Kjelles hjältar - en film om dårskap, kärlek och teater (2001) handlar om honom och Moomsteatern.
Medan Stjernholm arbetade på Studieförbundet Vuxenskolan instiftades ett litteraturpris] för lättläst litteratur. År 2020 delades det ut för första gången. Aldrig tidigare har ett pris för lättläst skönlitteratur delats ut i Sverige. Priset har en jury bestående av förtroendevalda, specialister inom språk och läsare, som själva tillhör målgruppen med intellektuell funktionsnedsättning.

## Priser och utmärkelser
- 2003 - Elsa Olenius-sällskapets hedersgåva